# Изотиоцианаты

Общая формула изотиоцианатов

Изотиоцианаты (горчичные масла) — органические соединения, содержащие функциональную группу группу —N=C=S, сернистые аналоги изоцианатов R—N=C=O.

## Реакционная способность
Изотиоцианаты, подобно изоцианатам, являются гетерокумуленами с электрофильным центром на атоме углерода и для них типичны реакции присоединения нуклеофилов:
R-N=C=S + NuH {\displaystyle \to } R-NH-C(=S)Nu
(Nu = OR, OAr, SH, SR, NH2, NR1R2, RNHNH2, RH=NNH2, CN)
При взаимодействии изотиоцианатов со спиртами и фенолами образуются тиокарбаматы, с тиолами — дитиокарбаматы, с аминами — N,N'-дизамещенные тиомочевины, с гидразинами — тиосемикарбазиды, с и гидразонами альдегидов — тиосемикарбазоны.
При взаимодействии с C-нуклеофилами изотиоцианаты образуют вторичные тиоамиды, такое присоединение протекает как при взаимодействии изотиоцианатов с карбанионами (реактивы Гриньяра, карбанионы β-дикарбонильных соединений и т. п.):
R-N=C=S + R1MgX {\displaystyle \to } R-NH-C(=S)R1 ,
так и в условиях реакции фриделя-Крафтса:
R-N=C=S + ArH {\displaystyle \to } R-NH-C(=S)Ar
Изотиоцианаты присоединяются к карбоновым и тиокарбоновым кислотам, от образующихся нестабильных промежуточных соединений затем отщепляется сероуглерод или сероокись углерода, что ведет к образованию вторичных амидов:
R-N=C=S + R1COXH {\displaystyle \to } R-NH-C(=S)XCOR1
R-NH-C(=S)XCOR1 {\displaystyle \to } R-NHCOR1 + CSX
(X = O, S)
Изотиоцианаты восстанавливаются боргидридом натрия до вторичных тиоформамидов RNHC(S)H, алюмогидридом лития — до соответствующих метиламинов RNHCH3, цинком в соляной кислоте — до первичных аминов RNH2.
Изотиоцианаты с хорошими выходами окисляются диметилдиоксираном а ацетоне до изоцианатов:
{\displaystyle {\ce {R-N=C=S ->[{\ce {[O]}}] RNCO}}}
аналогичное окисление идет под действием оксида ртути:
R-N=C=S + HgO {\displaystyle \to } R-N=C=O + HgS

## Синтез
Большинство синтезов изотиоцианатов исходит из первичных аминов и сероуглерода.
Одним из наиболее распространенных лабораторных методов синтеза является образование дитиокарбаматов при взаимодействии первичных аминов с сероуглеродом в присутствии оснований и дальнейшим разложении дитиокарбаматов под действием различных агентов, например, солей тяжелых металлов (например, нитрата свинца:
хлоркарбонатов (например, этилхлоркарбоната) или фосгена:
RNHC(=S)S- + COCl2 {\displaystyle \to } RNHC(=S)SCOCl + Cl-
RNHC(=S)SCOCl {\displaystyle \to } R-N=C=S + COS + HCl
либо гипохлоритов:
RNHC(=S)S-H+ 4 NaClO + 2 NaOH {\displaystyle \to } R-N=C=S + Na2SO4 + 4 NaCl + H2O
Другим широко применяемым методом синтеза изотиоцианатов является взаимодействие первичных аминов с тиофосгеном (получаемым, в свою очередь, хлорированием сероуглерода):
R-NH2 + CSCl2 {\displaystyle \to } R-NHС(=S)Cl + HCl
R-NHС(=S)Cl {\displaystyle \to } R-N=C=S + HCl
Изотиоцианаты могут также быть синтезированы отщеплением аминов от N,N'-дизамещенных тиомочевин при обработке фосфорным ангидридом или сильными кислотами:
RNHCSNHR + H+ {\displaystyle \to } R-N=C=S + RNH3+

## Нахождение в природе и биологическая активность
Изотиоцианаты встречаются в различных растениях, образуясь в них при гидролизе S-гликозидов — глюкозинолатов, катализируемом ферментом мирозиназой:
В растениях семейства капустных — различных сортах капусты, хрене, семенах черной горчицы — содержится гликозилат синигрин (R = -CH2CH=CH2), образующий при гидролизе аллилизотиоцианат, обуславливающий жгучий вкус горчицы и хрена.
Некоторые изотиоцианаты растительного происхождения являются биологически активными соединениями. Так, например, сульфорафан, в экспериментальных моделях проявляет широкий спектр активности — включая антибактериальную, противораковую и радиосенсибилизирующую.